# Batalla de Brissarthe
La batalla de Brissarthe tuvo lugar el 2 de julio de 866, entre las tropas francas del Imperio carolingio y las fuerzas unidas de bretones y vikingos daneses cerca de Brissarthe, Neustria. En la trifulca murió el margrave de Neustria Roberto el Fuerte y Ranulfo I de Poitiers, duque de Aquitania.
En 866, Salomón I de Bretaña, confirmó su alianza con el caudillo vikingo Hastein para una incursión en Anjou, Maine y Touraine. Durante la campaña, Le Mans fue saqueada. Roberto, comandante de las tropas en la región devastada, reunió un gran ejército para expulsar a los invasores y bajo el mismo pretexto se le unieron Ranulfo de Poitiers, Gosfrido de Maine y Hervé, duque de Maine. 
Los francos tuvieron éxito interceptando a los daneses antes de que llegasen a sus naves en el Loira. Los vikingos intentaron refugiarse en una iglesia, pero los francos impusieron un asedio; llegada la noche, intentaron romper el cerco y durante la batalla, Roberto murió, Ranulfo fue herido de muerte por una flecha y Hervé herido. Con la pérdida de sus nobles, los francos se retiraron.
En 867, Carlos el Calvo entró en negociaciones con Salomón reconociéndole como rey de Bretaña y cediendo Cotentin y posiblemente Avranchin a los bretones. Hastein siguió devastando el valle del Loira durante muchos años, castigando Bourges en 867, Orleans en 868 y Angers en 872. Carlos finalmente apeló la intervención de Salomón.